# HFC Haarlem in het seizoen 1968/69
Het seizoen 1968/1969 was het 14e jaar in het bestaan van de Haarlemse betaaldvoetbalclub Haarlem. De club kwam uit in de Eerste divisie en eindigde daarin op de tweede plaats, dit hield in dat de club rechtstreeks promoveerde naar de Eredivisie. Tevens deed de club mee aan het toernooi om de KNVB beker, hierin werd in de eerste ronde verloren van Helmond Sport (0–2).

## Wedstrijdstatistieken

### Eerste divisie
|       | Blauw-Wit | FC Den Bosch '67 | SC Cambuur | D.F.C. | Eindhoven | Elinkwijk | Helmond Sport | Heracles | HVC   | RBC   | RCH   | SVV   | Veendam | Vitesse | De Volewijckers | Wageningen | Willem II |
| ----- | --------- | ---------------- | ---------- | ------ | --------- | --------- | ------------- | -------- | ----- | ----- | ----- | ----- | ------- | ------- | --------------- | ---------- | --------- |
| Thuis | 3 – 0     | 0 – 0            | 2 – 1      | 2 – 1  | 1 – 1     | 1 – 0     | 3 – 0         | 1 – 1    | 2 – 0 | 2 – 0 | 1 – 0 | 1 – 2 | 0 – 2   | 1 – 2   | 2 – 1           | 1 – 0      | 1 – 0     |
| Uit   | 1 – 2     | 2 – 1            | 0 – 2      | 0 – 1  | 2 – 5     | 1 – 1     | 0 – 1         | 2 – 2    | 0 – 1 | 0 – 0 | 2 – 2 | 1 – 0 | 3 – 2   | 1 – 1   | 1 – 2           | 2 – 1      | 1 – 3     |

### KNVB beker
| 1e ronde                                   | Helmond Sport                                  | 2 – 0 (2 – 0) | Haarlem |
| 15 september 1968 Plaats: Helmond De Braak | Gerard van de Kerkhof 36' Gerrie van Berlo 44' |               |         |

## Statistieken Haarlem 1968/1969

### Eindstand Haarlem in de Nederlandse Eerste divisie 1968 / 1969
| Stand | Gespeeld | Gewonnen | Gelijk | Verloren | Punten | Doelpunten voor | Doelpunten tegen |
| ----- | -------- | -------- | ------ | -------- | ------ | --------------- | ---------------- |
| 2e    | 34       | 19       | 8      | 7        | 46     | 51              | 30               |

### Topscorers
| #                 | Naam                   | Goal |
| ----------------- | ---------------------- | ---- |
| 1.                | Wietze Couperus        | 22   |
| 2.                | Piet Hoeben            | 10   |
| 3.                | Cees van Slooten       | 6    |
| 4.                | Chris Lefering         | 5    |
| 5.                | Jan Fransz             | 2    |
| 6.                | Wim de Jong            | 1    |
| 6.                | Maup Kruijer           | 1    |
| 6.                | Slobodan Milosavljević | 1    |
| 6.                | Doby Peters            | 1    |
| 6.                | Beer Wentink           | 1    |
| Onbekend doelpunt |                        |      |
| –                 | Onbekend               | 1    |
| Totaal            | Totaal                 | 51   |

| #      | Naam        | Goal |
| ------ | ----------- | ---- |
| –      | Geen speler | 0    |
| Totaal | Totaal      | 0    |

## Voetnoten
Blauw-Wit ·
FC Den Bosch '67 ·
Cambuur ·
D.F.C. ·
Eindhoven ·
Elinkwijk ·
Haarlem ·
Helmond Sport ·
Heracles ·
HVC ·
RBC ·
RCH ·
SVV ·
Veendam ·
Vitesse ·
De Volewijckers ·
Wageningen ·
Willem II